# Min Sun-ye
Min Sun-ye (민선예?; Seul, 12 agosto 1989) è una cantante e modella sudcoreana. È stata membro e leader del gruppo musicale Wonder Girls dal 2007 al 2015.

## Biografia
Sunye è nata il 12 agosto 1989 a Seul, in Corea del Sud. Ha frequentato la Korea Arts High School e la Dongguk University. Nel 2001 Sunye è stata scoperta dalla JYP Entertainment durante un concorso canoro chiamato "99% Challenge", indetto da Park Jin-young. Dopo aver firmato per l'etichetta discografica, ha iniziato il proprio periodo di allenamento sino al suo debutto con il gruppo musicale Wonder Girls nel 2007. È stata una degli artisti della JYP Entertainment con il più lungo periodo di allenamento, assieme a Jo Kwon dei 2AM e Min delle miss A.
Nel 2007 Sunye fece il proprio debutto come frontwoman e leader delle Wonder Girls, gruppo musicale sotto contratto con la JYP Entertainment. Esordirono con il singolo "Irony". Sin dal suo debutto con le Wonder Girls nel 2007, Sunye contribuì nel comporre diversi singoli per altri artisti sudcoreani, come ad esempio "Energy" dei Mighty Mouth e "Afternoon Separation" di Park Jin-young. Registrò inoltre il singolo "Maybe" per la colonna sonora della serie televisiva della KBS Dream High. Nel novembre 2010 registrò il brano natalizio "This Christmas" assieme ad altri artisti della JYP, che divenne la title track per il debutto della JYP Nation e fu accompagnato da un video musicale pubblicato il 1º dicembre.
Oltre ad aver effettuato collaborazioni, Sunye eseguì anche varie esibizioni live con altri artisti, come il singolo "Stand Up for Love" assieme alle Davichi e Taeyeon al Gayo Daejeon della SBS nel 2008. Nel dicembre del medesimo anno, cantò il brano Buttons assieme a Taeyeon, Gyuri e Ga-in nello show musicale Music Bank della KBS. Assieme alla collega delle Wonder Girls Yeeun, collaborò con Jo Kwon e Park Jin-young per cantare "That's What Friends Are For" al programma 
Yu Hee-Yeols' Sketchbook della KBS. Nel 500º episodio dello show musicale della SBS Inkigayo, Sunye e Jo Kwon esibirono come duetto il singolo "This Song" dei 2AM.
Il 26 gennaio 2013 la JYP Entertainment annunciò che Sunye avrebbe interrotto le promozioni con le Wonder Girls per sposare il compagno coreano-canadese James Pak. In seguito alla notizia, l'etichetta discografica rassicurò i sostenitori delle Wonder Girls, assicurandoli che la band non si sarebbe sciolta e che Sunye non avrebbe abbandonato il gruppo, nonostante gli eventi.
Nel dicembre 2014 diverse notizie riportarono che Sunye aveva dichiarato, seppur indirettamente, ad un concerto no-profit negli Stati Uniti che si sarebbe ritirata ufficialmente dalle Wonder Girls e dall'industria dello spettacolo. Tali notizie furono definite "false" dalla JYP Entertainment, ma circa otto mesi dopo l'etichetta discografica annunciò l'abbandono di Sunye come membro del gruppo.
Il 24 giugno 2015 la JYP Entertainment annunciò il ritorno come quartetto delle Wonder Girls, previsto per il mese di agosto, dopo una pausa di tre anni. Nonostante le dichiarazioni precedenti della JYP Entertainment, Sunye, tramite una lettera pubblicata ai propri sostenitori, dichiarò che avrebbe abbandonato il gruppo dopo otto anni per focalizzarsi sulla propria famiglia. Anche Sohee, altro membro originale, abbandonò il gruppo, per focalizzarsi sulla propria carriera da attrice.

## Discografia

### Solista

#### Singoli
- 2007 - 일월지가 (colonna sonora della serie televisiva Han Sung Byul Gok)
- 2011 - Maybe (colonna sonora della serie televisiva Dream High)
- 2012 - The Sound of Love (colonna sonora della serie televisiva Sindeului Manchan)
- 2012 - Come to Me (colonna sonora della serie televisiva Ullalla Bubu)

#### Collaborazioni
- 2007 - The First (con gli 8Eight)
- 2007 - Sai (con gli 8Eight, Yeeun e Pdogg)
- 2007 - Back to Stage (con Park Jin-young)
- 2008 - Energy (con i Mighty Mouth)
- 2008 - Cry With Us (con artisti vari)
- 2008 - I Love Asia (con artisti vari)
- 2010 - This Christmas (con la JYP Nation)